# Damone o la vera amicizia
Damone o la vera amicizia (Damon, oder die wahre Freundschaft) è la prima commedia in un atto del drammaturgo tedesco Gotthold Ephraim Lessing. La commedia è stata pubblicata nel 1747 nella rivista amburghese diretta da Christlob Mylius, Incitamenti a divertire l'animo. Il tema principale del dramma è la differenza fra l'amore e l'amicizia. 

## Trama
La commedia si svolge nella casa di una vedova oppure nel suo giardino (a seconda del regista). 
Damone e Leander amano entrambi una giovane vedova e questa li ama entrambi e non riesce a scegliere uno di loro. Leander e Damone, oltre che essere rivali in amore sono anche amici e non vogliono contendersi la donna perché reputano l'amicizia più importante. Lisette, la serva della vedova, consiglia alla padrona di scegliere l'uomo che gli permetterebbe di ottenere una migliore soluzione economica-sociale. Nel frattempo, Lisette convince Leander a usare uno stratagemma per conquistare il favore della vedova, in modo da poter acquistare un vantaggio sull'amico Damon. Quando Leader viene a sapere che una delle sue navi in ritorno dall'India è affondata accetta l'idea di attuare lo stratagemma. I due amici si promettono che qualora uno dei due subisse una sfortuna ti tipo economico, l'altro lo avrebbe aiutato in segno della loro amicizia. Nel momento in cui però Damone si trova in difficoltà Leander non rispetta l'accordo. Questo avrebbe dovuto condurre la vedova a scegliere Leander, tuttavia la donna preferisce Damone. Quest'ultimo non si dimostra un mercante di successo, ma prova di avere il cuore più grande. Leander, in preda alla vergogna si sente di non essere più degno dell'amicizia di Damone; ma questo lo perdona dimostrando nuovamente il suo buon animo e la sua grande amicizia.

## Personaggi
- Damone: corteggiatore della vedova e migliore amico di Leander.
- Leander: altro corteggiatore della vedova nonché migliore amico di Damone.
- La giovane e bella vedova.
- Lisette: serva della vedova.
- Oronte: altro corteggiatore della vedova.